# Agustín del Río
Agustín del Río (1845 - 1903) fue un político y masón mexicano que fue gobernador de Yucatán por un breve periodo breve, del 19 de marzo de 1877 al 29 de mayo del mismo año.

## Datos históricos
Tras el triunfo de la revolución de Tuxtepec en México y durante el acomodo de las nuevas fuerzas políticas del país encabezadas por Porfirio Díaz, fue comisionado Agustín del Río para convocar a elecciones y asegurar el proceso electoral de ese año en Yucatán. El 15 de mayo de 1877 se realizaron las elecciones que fueron ganadas por José María Iturralde Lara que llevó como compañero de fórmula (para vicegobernador) a Manuel Mendiolea. Ambos tomaron posesión el 20 de mayo de 1877.
Agustín del Río fue masón en grado 30. A su llegada a Yucatán se enteró de que el obispo Leandro Rodríguez de la Gala había recién publicado una carta pastoral en la que el religioso hacía una abierta provocación contra la masonería. Del Río calificó la acción como violatoria a las leyes de Reforma y consignó al obispo a un juez, quien a su vez lo entregó a un Jurado de Imprenta, presidido por el exgobernador Liborio Irigoyen. El jurado encontró culpable al obispo de los cargos imputados y lo sentenció a seis meses de exilio.